# サンダードラゴン
サンダードラゴンは田宮模型（現・タミヤ）から発売された電動ラジオコントロールカー（RCカー）のこと。
漫画『ラジコンボーイ』に登場した電動ラジオコントロールカー「ドラゴンシリーズ」の商品化である。
1988年3月10日発売、キット価格は13,800円。
当初は『月刊コロコロコミック』誌上通販限定オリジナルボディとして発売されていたが、前年に発売されたサンダーショットと同一のシャーシに搭載されてキットとして発売された。ドラゴンシリーズ（後述）としては初のフルキットモデルとなる。

## メカニズム
- ボディ：ポリカーボネート製
- シャーシ構造：ABS樹脂製バスタブモノコック構造
- モーター：マブチRS-540SH付属
- サスペンション：ダブルウィッシュボーン、オイル封入式ダンパー装備
- タイヤ：スパイクパターン中空ラバータイヤ
- 駆動方式：シャフト駆動式四輪駆動

## ホットショットからの進化
シャーシは前述の通りサンダーショットと同じシャーシを使用している。このシャーシは3分割ステアリングワイパーの装備により、それ以前のホットショット系列のモデルに比べ車高が下がった時のトー角の変化が少なく、旋回能力も格段に良くなっている。またギヤの配置を変更することによりフロントギヤボックス内部のギヤを1枚減らすことができ、駆動ロスが少なくなっている。また性能アップしたにもかかわらず、キット価格がブーメランの15,800円に対し2,000円も安くなっていることも特筆する点と言える。

## QD版、復刻版
1989年　QD（クイックドライブ）版
1989年7月、タミヤからクイックドライブシリーズの「サンダードラゴンQD」が発売。
9,980円。スケールは1/14。27MHz。本体：単3電池8本。プロポ：9V角型電池1本。
2021年　復刻版
2021年9月18日に、タミヤから特別企画として「No.158 1/10 RC サンダードラゴン (2021) 」として販売。18,480円。

## ドラゴンシリーズ
当時、『月刊コロコロコミック』で連載されていた大林かおるの漫画作品『ラジコンボーイ』に登場した電動ラジオコントロールカー（RCカー）のオリジナルボディのシリーズのこと。
当初は登場順に『コロコロコミック』誌上での通販限定でホーネット用のスペアボディとして発売されたが、後にフルキットやボディセットが発売。
全4種類（【】内は、登場順）
サンダードラゴン【3】
1988年3月10日にフルキット発売。
スーパードラゴン【1】
ボディセットとして発売。
商標の関係で「スーパーストームドラゴン」と名称を変更した上で2020年にフルキット、2021年には完成済みフルセットが発売。
セイントドラゴン【4】
※登場初期の名称は「セントドラゴン」だった。
※誌上通販のみで一般には販売されなかったため貴重なモデルとなっている。
ファイヤードラゴン【2】

## ミニ四駆
RCだけでなく、ミニ4駆へも名称に「jr.（ジュニア）」を付与して発売されている。
サンダードラゴンJr.
ミニ四駆は1987年12月8日に『サンダードラゴンJr.』として発売された。価格は600円（2012年6月の再販時に900円に改定されている）。
弟分であるサンダードラゴンJr.はレーサーミニ四駆シリーズのNo.8としてRCモデルに先駆け発売されている(そのため、モデルはボディのみ発売されていた頃のホーネットのシャーシに搭載された車両をスケールダウン化している)。ミニ四駆としてはNo.7のスーパードラゴンに次ぐ2番目のキット化となる。シャーシはタイプ1と呼ばれる最初期のシャーシを使用しているが、このモデル発売前後からフロントバンパーにローラーを装備出来るように金型が改修されている。
このモデルのみボディ成型色はシルバー（説明書指定色はTS-17のアルミシルバー）ではなく白だった。後述のメモリアルボックスを含めた以後の再販時も白成型で発売されている。
2005年6月には、『レーサーミニ四駆メモリアルボックス Vol.2』として他のドラゴンシリーズと共に再発売された。
2012年3月17日にはVSシャーシを採用した「サンダードラゴン プレミアム」が発売。発売以来初めてボディ成型色がシルバー（説明書指定色はTS-67のマイカシルバー）となる。
その他にも1988年にはグレードアップパーツ第3弾として「サンダードラゴン クリヤーボディセット」が発売。その後幾度か再販を繰り返しつつも2000年代以降は長らく再販はなかったが、2017年8月5日には特別仕様モデルとしてVSシャーシに搭載された「サンダードラゴン クリヤースペシャル（ポリカボディ）」が発売。シールの材質が紙から透明素材に変更され、金型修正でタイプ1シャーシ用のバッテリーキャッチが廃されている。その後、2018年8月25日には特別企画商品としてボディキャッチ部品がクリヤーブルー成型となった「サンダードラゴン クリヤーボディセット（ポリカ）が発売された（クリヤースペシャルのキットのシールと同素材ではあるが、窓シールの色やネームシールの有無等、若干の差異がある）。
ファイヤードラゴンjr.
スーパードラゴンjr.
セイントドラゴンjr.

## 関連商品
- サンダーショット
- ファイヤードラゴン
- スコーチャー
- ホーネット